# Шапада (Риу-Гранди-ду-Сул)
Шапада (порт. Chapada)  —  муниципалитет в Бразилии, входит в штат Риу-Гранди-ду-Сул. Составная часть мезорегиона Северо-запад штата Риу-Гранди-ду-Сул. Входит в экономико-статистический  микрорегион Каразинью. Население составляет 9410 человек на 2006 год. Занимает площадь 684,040 км². Плотность населения — 13,8 чел./км².

## История
Город основан 3 июня 1959 года. 

## Статистика
- Валовой внутренний продукт на 2003 составляет 154.558.276,00 реалов (данные: Бразильский институт географии и статистики).
- Валовой внутренний продукт на душу населения на 2003 составляет 16.160,42 реалов (данные: Бразильский институт географии и статистики).
- Индекс развития человеческого потенциала на 2000 составляет 0,816 (данные: Программа развития ООН).